# Bahrajnská hokejová reprezentace
Bahrajnská hokejová reprezentace je národní hokejové mužstvo Bahrajnu. Bahrajn dosud není členem Mezinárodní federace ledního hokeje a nemůže se proto účastnit mistrovství světa ani zimních olympijských her.

## Mezistátní utkání Bahrajnu
08.01.2010  Kuvajt 10:3 Bahrajn 
28.01.2011  Malajsie 25:0 Bahrajn 
29.01.2011  Thajsko 29:0 Bahrajn 
31.01.2011  Spojené arabské emiráty 25:0 Bahrajn 
01.02.2011  Mongolsko 21:1 Bahrajn 
02.02.2011  Kyrgyzstán 15:10 Bahrajn 
05.02.2011  Kuvajt 23:0 Bahrajn 
28.05.2012  Kuvajt 13:2 Bahrajn 
29.05.2012  Spojené arabské emiráty 16:0 Bahrajn 
30.05.2012  Omán 10:5 Bahrajn 
31.05.2012  Spojené arabské emiráty 12:0 Bahrajn 
01.06.2012  Omán 5:1 Bahrajn 
27.02.2014  Omán 3:2 Bahrajn 
28.02.2014  Katar 3:0 Bahrajn 
07.03.2015  Katar 3:0 Bahrajn 
12.03.2016  Katar 4:0 Bahrajn 